# Vladimir Couprianoff
Vladimir Couprianoff, né à Oslo (Norvège) le 10 novembre 1919 et mort à Rouen le 3 novembre 1967, est un architecte français.

## Biographie
Les parents de Vladimir Couprianoff habitent la villa Les Terrasses, chemin Fabron à Nice en 1928. Il est admis à l'école régionale d'architecture de Marseille en 2e classe le 21 juillet 1941 et y obtient un total de 231/2 de valeurs et une première 3e médaille de modelage. Puis avec le nouveau régime, il devient élève de 3e classe avec l'autorisation à s'inscrire, par une lettre du 12 février 1945, à l'École des beaux-arts de Paris où il est élève dans l'atelier d'Auguste Perret (1874-1954) de 1945 à 1950, puis dans celui d'Alexandre Courtois (1904-1974) de  1950 à 1955, qui prend la relève, et enfin dans celui de Marcel Lods. Élève de première classe le 30 avril 1946, il obtient son diplôme le 29 novembre 1955 avec pour sujet le Centre de compétitions sportives internationales, avec mention « très bien ».
Il est le seul architecte de la 23e promotion de la Casa de Velázquez à Madrid où il est résident de 1952 à 1953.
Architecte à Paris en 1948-1952, il collabore à l'Atelier d'architecture en montagne.
Il travaille dans un cabinet d'architecture à Clamart en 1967.
Il meurt en 1967.

## Réalisations
- Chalet résidentiel pour M. Ardon à Saint-Bon Courchevel, en collaboration avec l'Atelier d'architecture en montagne[9].
- Hôtel Le Select, pour M. Didner à Saint-Bon Courchevel, 1955-1959, reprise du projet et du chantier de l'hôtel Lacker en collaboration avec l'Atelier d'architecture en montagne[10].